# Deborah Moody
Pour les articles homonymes, voir Moody.
Deborah Moody (1586-1659) est connue comme la seule femme fondatrice d'une colonie dans le Nouveau monde. C'était une femme dotée d'une influence peu commune dans une société dominée par les hommes. Elle était décrite par ses contemporains comme "une femme dangereuse".

## État civil
Déborah Moody est née Dunch à Londres en 1586, fille de Walter et Debora Dunch. Elle a épousé Henry Moody ; ce mariage lui a conféré le titre de Lady. Elle devient veuve en 1629.

## Le nouveau monde
Deborah Moody quitte l'Angleterre en 1639 à cause des persécutions religieuses. Elle était anabaptiste. Dans le nouveau monde, elle s'établit d'abord à Saugus (Massachusetts), mais quitte cette colonie en 1643 après avoir été admonestée par les chefs puritains qui lui reprochaient de ne pas se conformer aux préceptes de leur foi. D'autres personnes, qui avaient les mêmes croyances qu'elle, quittèrent la colonie avec elle.

## La nouvelle colonie
Elle prend la tête d'un groupe de dissidents fuyant les persécutions religieuses pour fonder la ville de Gravesend en 1645, dans la colonie hollandaise de Nouvelle-Néerlande. Aujourd'hui, cette ville est une partie de Brooklyn à New York, avec la place de la ville d'origine encore visible.
Les habitants de Gravesend se voyaient accorder la liberté religieuse, ce qui était inhabituel à l'époque. Deborah Moody était influente en Nouvelle Hollande et entretenait de bonnes relations avec le gouverneur Pieter Stuyvesant.